# Conostigmus quadratogenalis
Conostigmus quadratogenalis är en stekelart som beskrevs av Paul Dessart och Cooper 1975. Conostigmus quadratogenalis ingår i släktet Conostigmus och familjen trefåresteklar. Inga underarter finns listade i Catalogue of Life.